# 光大中心

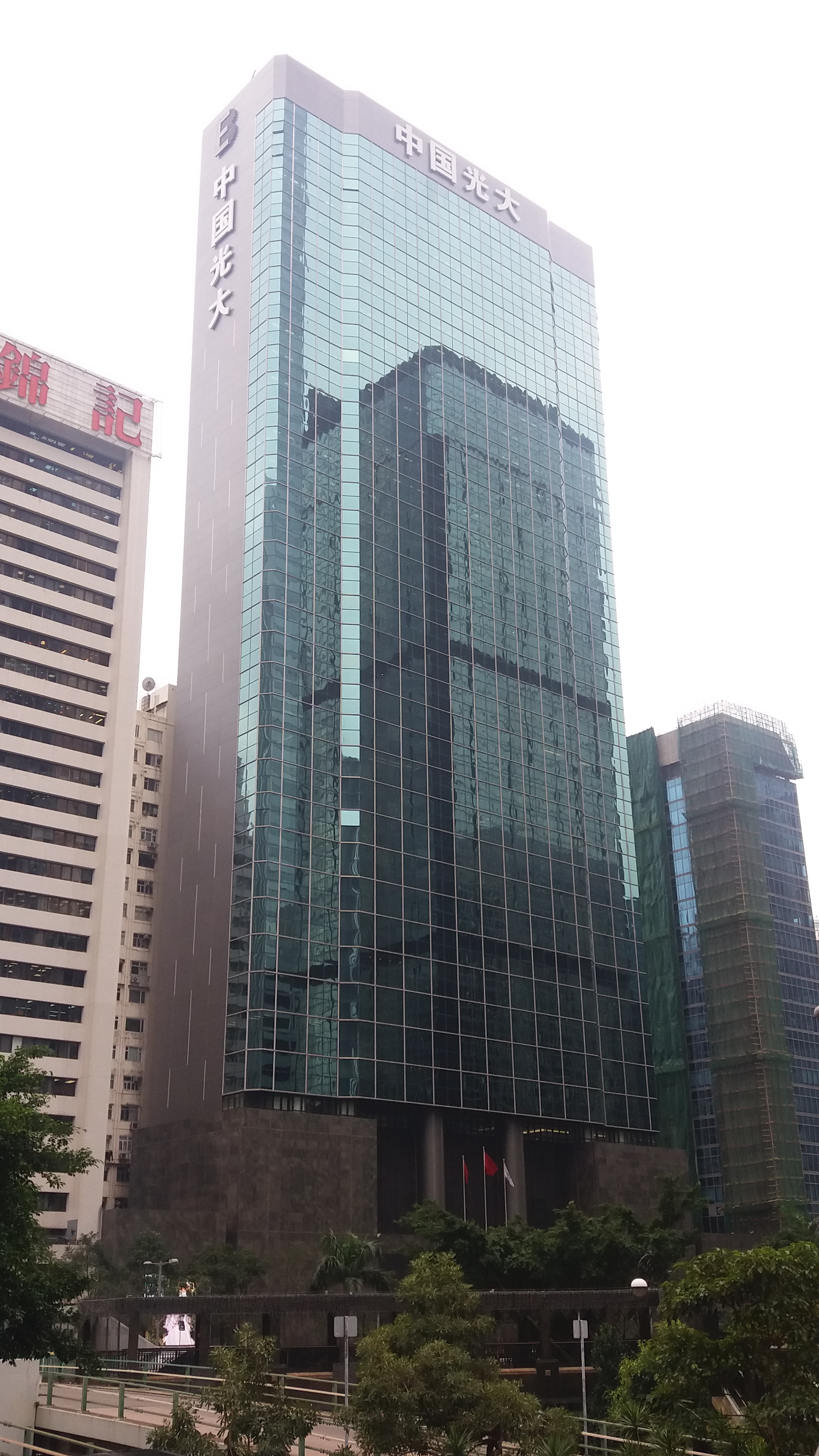
光大中心（2020年1月）

光大中心，前身為大新金融中心，位處於香港島灣仔告士打道108號，樓高39層，樓面總面積為400,113方呎，另有158個車位。

## 歷史
2016年2月，光大控股宣布以100億港元向爪哇控股收購大新金融中心，成為當時全港第二貴售價的商廈，僅次於中國恒大中心。
2016年5月，中國光大集團與光大控股完成收購大新金融中心，其中光大集團佔83.33%業權，餘下的16.67%由光大控股持有。

## 用戶及租客
- 地下 B 舖、11 樓、20 樓、22 樓、23 樓及 36 樓：中國光大銀行股份有限公司
- 10 樓及 33 樓：中國光大證券國際
- 17-19 樓、21 樓、28 至 30 樓，中國電信國際有限公司
- 26樓：爪哇控股

## 交通
光大中心座落於香港島其中的主要幹道-告士打道，附近有多條巴士路線、過境巴士及渡海小輪，步行至港鐵灣仔站只需2分鐘，交通甚為方便。